# Das Quartett: Dunkle Helden
Dunkle Helden ist ein deutscher Fernsehfilm von Vivian Naefe aus dem Jahr 2022. Es handelt sich um die vierte Folge der Krimiserie Das Quartett. Anja Kling, Shenja Lacher, Annika Blendl und Anton Spieker bilden in den Hauptrollen das Ermittlerquartett.

## Handlung
Die Hartz-IV-Empfängerin Manuela Weidner wird tot aufgefunden, sie wurde erschlagen. Zum Tatort werden Maike Riem und ihr Team von der K14 der Mordkommission Leipzig gerufen, die im Zuge ihrer nachfolgenden Ermittlungen herausfinden, dass Weidner vor ihrem Tod mit dem Oberbürgermeisterkandidaten Jan Temper telefoniert hat. Das Quartett ermittelt zwar in alle Richtungen, aber vor allem innerhalb der Familie Temper. Hier erscheint vor allem der charismatische Walter Temper interessant, der Maike Riem noch sehr gut aus der Wendezeit als einer der Helden der friedlichen Revolution von 1989 in Erinnerung ist. Doch Stück für Stück kommt das dunkle Geheimnis dieses Mannes ans Licht. Er hatte vor über 30 Jahren eine Affäre mit Manuela Weidner, deren Ergebnis ihr Sohn Georg wurde. Er hatte ihn bei sich als Pflegekind aufgenommen, doch da der Junge einen recht schwierigen und eigenwilligen Charakter hatte, kam Tempers Frau mit ihm nicht zurecht. Georgs Halbbruder Jan indessen liebte ihn für seinen Freiheitsdrang und war am Boden zerstört, als Georg plötzlich nicht mehr da war, weil seine Eltern ihn ins Heim gegeben haben. Jan hatte ihm danach stets geholfen, wo er nur konnte, weil er sich bis heute schuldig fühlte. Nachdem er sein Buch „Mein Vater, der Held“ herausgebracht hatte, wühlte das bei Manuela Weidner die alten Erinnerungen auf, und sie begann, von Walter Temper Geld für ihr Schweigen zu fordern. Damit geraten sowohl Walter als auch Karin Temper unter Mordverdacht. Beiden trauen die Ermittler jedoch eigentlich eine so brutale Tat nicht zu. Völlig unerwartet führt die Spur zu Thomas Hellwig, dem Mann der Freundin von Manuela Weidner. Beide hatten ein heimliches Verhältnis, und da Weidner durch die Erpressung zu etwas Geld gekommen war, forderte sie Hellwig auf, sich von seiner Frau zu trennen, damit sie beide ein neues Laben beginnen könnten. Hellwig war dazu aber nicht bereit, sodass es zum Streit kam, der dann tödlich endete.
Georg Weidner, der sein Leben bis heute nicht in den Griff bekommen hat und zeitweise psychologischer Betreuung bedarf, geriet zwischenzeitlich auch unter Verdacht, seine Mutter des Geldes wegen erschlagen zu haben. Er hatte bisher nicht gewusst, dass sein damaliger Ziehvater auch sein biologischer Vater ist. Entsprechend wütend macht ihn die ganze Situation, der er sein verkorkstes Leben zuschiebt. Selbst Jan Temper hat das alles nicht gewusst und ist ebenso erbost, dass sein Vater sein eigenes Kind seinerzeit ins Heim geschickt und ihm damit seinen Bruder genommen hatte, den Bruder, den er so gern beschützen wollte und nicht konnte. Jan meinte deshalb sogar, seinen Vater wäre „kein Held, sondern ein Monster“. Georg, der mit der neuen Situation erst recht nicht mehr klar kommt, erschlägt seinen Vater kurze Zeit später.

## Produktionsnotizen
Die Dreharbeiten erstreckten sich unter den vorgegebenen Corona-Arbeitsschutzauflagen vom 13. Oktober 2020 bis Ende November 2020 in Leipzig, Berlin und Polen. Als Arbeitstitel fungierte Der Bastard. Die Redaktion im ZDF haben Matthias Pfeifer und Stefanie von Heydwolff. Die Erstausstrahlung erfolgte am 5. März 2022 im ZDF. In der ZDF Mediathek wurde der Film am 26. Februar 2022 veröffentlicht.

## Rezeption

### Einschaltquote
Die Erstausstrahlung am 5. März 2022 im ZDF wurde von 6,15 Millionen Zuschauern verfolgt, was einem Marktanteil von 21,1 Prozent entspricht; in der Gruppe der 14- bis 49-jährigen Zuschauer konnten 0,48 Millionen Zuschauer und ein Marktanteil von 7,4 Prozent erreicht werden.

### Kritik
Tilmann P. Gangloff wertete bei Tittelbach.tv: „Auch mit dem vierten Film, ‚Dunkle Helden‘, bleibt die Reihe ‚Das Quartett‘ (Akzente) unter ihren Möglichkeiten sowie unter dem Durchschnitt der sonstigen Samstagskrimis im ‚Zweiten‘. Die Figuren sind nach wie vor unnötig zugespitzt, die Dialoge werden nicht immer glaubwürdig vorgetragen. Episodenstar ist diesmal Thomas Thieme, dessen Präsenz die darstellerischen Mängel einiger Mitwirkender besonders deutlich werden lässt.“ Die Geschichte selbst fand der Kritiker zwar interessant. doch „Die Lösung des Falls ist allerdings wenig originell; versierte Krimifans haben sich die Antworten bis dahin längst zusammengereimt.“
Für Prisma.de meinte Eric Leimann: „Ein klassisches Mördersuchspiel mit Verdächtigenkabinett, Alibi- und Motivabfrage sowie der Präsentation einer – halbwegs – überraschenden Lösung zum Schluss. Genau das bekommt man bei ‚Das Quartett‘. Nicht mehr, aber auch nicht weniger. Irritierend ist dabei nur, dass hier vier Ermittelnde des Öfteren zusammen Tatorte untersuchen oder sich zu größeren Besprechungen treffen, was an SOKO-artige Großermittlungen erinnert. Einen Fachkräftemangel unter Kriminalern scheint es in Leipzig offenbar nicht zu geben. Ob ein derart hoher Personalaufwand bei einem ‚kleinen‘ Mordfall an einer Hartz-IV-Empfängerin tatsächlich der Realität entspricht, diese Frage können wohl nur Kriminalpolizei-Insider beantworten.“
Oliver Armknecht kritisierte für film-rezensionen.de: „Nach den soliden Vorgängern stellt sich ‚Das Quartett: Dunkle Helden‘ als ziemliche Enttäuschung heraus. Von der Gruppendynamik ist kaum etwas übrig, das gesellschaftliche Thema des Politbetriebs gibt wenig her, sogar der Fall an sich ist unbefriedigend. Lediglich die tragische Komponente der Geschichte bleibt positiv in Erinnerung.“
Bei der Stuttgarter Zeitung urteilte Thomas Klingenmaier über „Das Quartett“: „Sie bohren Schlösser auf und schnüffeln durch Wohnungen, für die sie keinen Durchsuchungsbeschluss haben. Sie fotografieren ungefragt Menschen und kontern auf die Vorhaltung, das verstoße gegen den Datenschutz: ‚Kriminalpolizei. Ich bin quasi der Datenschutz.‘ Wenn auf dem Revier Befragte nicht das Gewünschte antworten, droht man grundlagenfrei: ‚Wir können Sie auch hierbehalten.‘ Ausgerechnet in einem Krimi, in dem es auch ums Ende der DDR geht, so die Systeme und Epochen durcheinander zu bringen, ist schon ein wenig skurril. Kleiner Tipp, liebes Drehbuchteam: Genau so lief das alles mal in Leipzig, aber vor 1989.“